# پرونده باز است
پرونده باز است فیلمی به کارگردانی و نویسندگی کیومرث پوراحمد و تهیه‌کنندگی علی قائم مقامی محصول سال ۱۴۰۱ است. این فیلم در چهل و یکمین دوره جشنواره بین‌المللی فیلم فجر حضور داشت. پرونده باز است، آخرین ساخته کیومرث پوراحمد است. او حدود دو ماه پس از اکران این فیلم در جشنواره فیلم فجر، درگذشت.

## داستان
داستان این فیلم برگرفته از پرونده‌ای جنایی و پرحاشیه در دهه ۸۰ در ایران است. در این فیلم که فضای جنایی و ملتهب دارد، یک نوجوان ۱۵ ساله مرتکب قتل شده و حالا در انتظار حکم دادگاه است.

## فرایند تولید
بخش عمده‌ای از فیلم در کانون اصلاح و تربیت و زندان قزل‌حصار فیلم‌برداری شده‌است.

## بودجه فیلم
علی قائم مقامی تهیه‌کننده فیلم، در پاسخ به این این سؤال که آیا قوه قضاییه در این فیلم سرمایه‌گذاری کرده‌است یا خیر؟ پاسخ داد: این فیلم در بخش خصوصی تهیه شده‌است. سرمایه آن متعلق به بنده است و هیچ سازمانی در تهیه آن دخیل نیست. کاری که قوه قضاییه کرد، امکاناتی مانند در اختیار گذاشتن زندان و دادگاه بود که ما توانستیم در آن فیلمبرداری کنیم و همکاری خوبی داشتند.

## واکنش‌ها

### واکنش روزنامه جوان به ساخت فیلم
روزنامه جوان در تاریخ ۶ مهر ۱۴۰۱ با انتقاد از ساخت این فیلم نوشت: خبر تولید و ساخت فیلمی با محوریت پرونده جنجالی و قصاص یک قاتل در اواسط دهه ۸۰ به کارگردانی کیومرث پوراحمد در حالی اعلام می‌شود که انتظار می‌رفت پس از ساخت فیلم «عنکبوت مقدس» و نسخه‌های داخلی آن حساسیت سازمان سینمایی نسبت به نحوه پرداخت سینمایی به چنین آثاری بیشتر از قبل باشد. نکته قابل تأمل این است که طی چند سال اخیر سینمای ایران ولع عجیبی برای ساختن فیلم‌هایی با موضوعات و محتوای اعدام و مباحث منفی دیگر، چون فرزندکشی یا قتل‌های زنجیره‌ای پیدا کرده‌اند که تولید آثاری در مورد بحث «قصاص» جزو پربسامدترین آنهاست. تولید آثار متعدد در مورد قصاص در حالی صورت گرفته و ظاهراً می‌گیرد که در اغلب آن‌ها فیلمسازان با روایت احساسی یک پرونده قضایی و جنایی که کم‌ترین تناسبی با اصل ماجرا و اتفاقات آن ندارد، سعی کرده‌اند با هدف گرفتن عمق احساسات مخاطب و انداختن آنان در یک فضای غیر عقلایی زمینه تخطئه حکم قرآنی و زندگی بخش قصاص و کریه نشان دادن وجهه اجرای این حق الهی به خانواده مقتول، آن‌ها را افرادی دیو صفت و به دور از حس انسانیت و گذشت نشان بدهند!
از آنجایی که این فیلم از پروژه‌های در حال تولید است و احتمال رونمایی آن در جشنواره چهل و یکم فیلم فجر هم وجود دارد لازم است مسئولان سازمان سینمایی در مورد مجوز احتمالی یا محتوای این اثر اظهار نظر رسمی کنند.

### واکنش کیومرث پوراحمد
کیومرث پوراحمد تنها چند ساعات پس از اعلام اسامی فیلم‌های راه یافته به سودای سیمرغ چهل و یکمین جشنواره فیلم فجر، حضور در این جشنواره را تحریم کرد. وی در صفحه شخصی اینستاگرام خود نوشت: چندسالی ست که جشنواره فیلم فجر دیگر جشن سینمای ایران نیست که جشن دو سه ارگان خاص است. در این چند ساله جشنواره برای من، هیچ ارزش و اهمیتی نداشته، به خصوص در این سال خونبار و دردناک. اما مالک فیلم، تهیه‌کننده است. مثل همه جای دنیا فقط او می‌تواند درخواست حضور یا عدم حضور در جشنواره را داشته باشد. تهیه‌کننده و بعضی عوامل فیلم مایل بوده‌اند فیلم «پرونده باز است» در جشنواره باشد، اما من، نویسنده و کارگردان… با این همه داغی که بر دل داریم دیگر چه جشنی، چه جشنواره‌ای!؟

### حمله روزنامه کیهان
روزنامهٔ کیهان در مورخه ۲۵ بهمن ۱۴۰۱ بهمن با انتقاد از کیومرث پوراحمد نوشت: پوراحمد امسال با فیلم «پرونده باز است» در چهل‌ویکمین جشنواره فیلم فجر شرکت کرد اما در جشنواره حضور نیافت و طی بیانیه‌ای اعلام کرد: «تهیه‌کننده و بعضی عوامل فیلم مایل بوده‌اند فیلم «پرونده باز است» در جشنواره باشد، اما من، نویسنده و کارگردان… با این همه داغی که بر دل داریم دیگر چه جشنی، چه جشنواره‌ای!؟»
اما دلیل اصلی پوراحمد از نیامدن به جشنواره این بوده که احتمالاً خودش از قبل می‌دانسته چه افتضاحی ساخته و فیلمش با موج انتقاد منتقدان و اهالی رسانه مواجه خواهد شد. چون پوراحمد در شرایطی این‌گونه حالت مخالف گرفته و خود را داغدار این روزها معرفی کرده که وی دقیقاً در اوج آشوب‌های امسال، با حمایت قوه قضائیه امکان تصویربرداری فیلم جدیدش در زندان قزل حصار، کانون اصلاح و تربیت و دادگستری تهران را یافته‌است. جای سؤال است که چطور ممکن است یک فیلم‌ساز، هم از لطف و حمایت قوه قضائیه بهره ببرد و فیلمش را با حمایت نهادهای حاکمیتی چون مرکز رسانه‌ای قوه قضائیه و سازمان زندان‌ها بسازد و به بهانه داغدار بودن در یک رویداد هنری چون جشنواره فیلم فجر حضور نیابد؟
اینکه اقدام پوراحمد را نمایشی می‌نامیم دقیقاً به همین خاطر است که او در زمانی که آشوب‌ها در جریان بوده مشغول رایزنی و همکاری با قوه قضائیه بوده‌است. در آن ایام او تصمیم نمی‌گیرد که قطع همکاری کند چون منافعی برای خودش در آن زمان متصور نبوده اما در ایام جشنواره، هم به آن دلیل که از حمایت و همکاری با قوه قضائیه نهایت استفاده را کرده و فیلمش را به سرانجام رسانده و هم به این خاطر که در روزهای جشنواره اقدام او مورد توجه واقع می‌شود و از طرفی چون پس از اتمام کار پیش از هرکس دیگری به ضعف‌های فاحش اثرش پی‌برده لذا به قول معروف «روغن ریخته را نذر امامزاده» کرده‌است.

### واکنش علی مطهری و محمود صادقی
علی مطهری پس از دیدن فیلم گفت: از آنجا که فیلم «پرونده باز است» نشان‌دهنده برخی حوادثی است که در جامعه ما رخ می‌دهد و قصه‌اش برای مردم ما می‌تواند ملموس باشد، فیلمی آموزنده است که بر احساسات و عواطف مخاطب نیز می‌تواند تأثیرگذار باشد. این فیلم آینه‌ای از بخشی از حوادث جامعه ما است و مخاطب پس از دیدن آن احساس نمی‌کند که وقتش تلف شده‌است. «پرونده باز است» قصه‌ای روایت می‌کند که ممکن است برخی خانواده‌ها در این موقعیت قرار بگیرند و دیدن آن می‌تواند تجربه خوبی باشد. پیشنهاد می‌کنم که مردم و علاقه‌مندان به سینما این فیلم را ببینند. خداوند مرحوم پوراحمد را رحمت کند.
محمود صادقی درباره فیلم نوشت: پوراحمد، که پرونده خودش هنوز در ذهن من و بسیاری از علاقمندانش باز است، در این فیلم خوش‌ساخت و تلخ مثل همیشه وارد دنیای ساده و پرهیجان و در عین حال پر رمز و راز نوجوانان شده و یک داستان نسبتا پر تکرار در جامعه کنونی ما را روایت می‌کند؛ قصه محکومیت یک قاتل بی‌گناه به قصاص و تلاش برای گذشت اولیای دم. خالق قصه‌های مجید در این فیلم پرونده یک قتل ناخواسته ناشی از دعواها و شیطنت‌های نوجوانانه را از دریچه خاص سینمایی خودش به تصویر کشیده است. خط داستانی و سکانس‌های فیلم بیشتر متأثر از کشش‌ها و ناکامی‌های عشقی پیش می‌رود. تا جایی که، جدا از انگیزه‌های قاتل و مقتول، کنش‌های خواهر مقتول نیز بی اثرپذیری از این عامل نیست. او هم خود با قهرمان فیلم هم‌ذات پنداری می‌کند هم مادرش را، باوجود عواطف شدید مادرانه، وادار به گذشت از قصاص می‌کند. هرچند تلاش این خواهر و مادر برای گذشت پدر تا پای چوبه دار به نتیجه نمی‌رسد اما پرونده قاتل که تعهد او به راستگویی در محکمه مانع صدور حکم به تبرئه‌ی او شده، باز می‌ماند.

### واکنش بهروز افخمی
بهروز افخمی کارگردان سینما و تلویزیون با انتشار ویدیویی، گفت: فکر کردم که، توصیه کنم، این فیلم را ببینید، من این فیلم را دوست دارم و فکر می‌کنم که یک جور وصیت‌نامه یا جمع همه موضوعات و تم‌هایی‌ست که کیومرث پوراحمد به‌شان علاقه داشت و دنبال می‌کرد؛ کار کردن با بچه‌ها، بازیگران خردسال، داستان‌هایی که به مرگ و زندگی، رشد کردن، یاد گرفتن و تجربه کردن زندگی مربوط می‌شود.
به نظر من این فیلم خوب ساخته شده است و فیلمبرداری اصغر رفیعی‌جم که فیلمبردار برجسته، باحال و جان‌داری است، خیلی خوب اجرا شده. مخصوصا بعد از مرگ کیومرث پوراحمد و ماجراهایی که در اطراف آن پیش آمد، فکر می‌کنم نمای آخر فیلم خیلی معنادار شده است یعنی همان نمایی که در آن دستی روی دستگیره قرار دارد که در تردید است، این دستگیره را پایین آورد و به زندگی پایان دهد یا پایین نیاورد.
این نمای آخر، باتوجه به مرگ کیومرث پوراحمد معنادار و ملموس شده است و نشان از درونیات فیلمسازی دارد که همیشه خیلی خوب فیلم می‌ساخت و خودش را بیان می‌کرد. فیلم «پرونده باز است» را ببینید.»